# Rolando Barral
Rolando Barral (La Habana; 27 de junio de 1939 – Miami; 21 de enero de 2002) fue un actor, presentador de televisión y locutor cubano-estadounidense. Apareció en docenas de telenovelas y series televisivas por más de 40 años y fue el anfitrión de El espectáculo de Rolando Barral, el primer talk show en español de la televisión estadounidense, por lo que era conocido como «el Johnny Carson latino». Es de hacer notar que, por otra parte y mientras trabajaba en Venezuela, Barral también recibió en ese país el apelativo de «el doble de Diego Arria» debido a su sorprendente parecido físico con dicho político, quien era –en ese entonces– gobernador del Distrito Federal).

## Biografía
Rolando Barral, hijo del guionista y director de televisión cubano Mario Barral, empezó su carrera artística a los 9 años de edad en su natal La Habana, en un programa de radio local. En 1957 se convirtió en coanfitrión de un programa de CMQ Televisión.
En 1962 luego que emigrara a España y, posteriormente, a Panamá y Puerto Rico, Barral retomó su carrera actoral apareciendo en varias telenovelas y películas producidas tanto en esos países como en República Dominicana, Venezuela y El Salvador. Entre sus apariciones más notables se incluyen: Mi apellido es Valdez (1957), La otra mujer (1980), Toda una vida (1981) y Guaguasi (1983).
En 1978, y ya residenciado en Miami, Barral debutó como anfitrión televisivo en el talk show El espectáculo de Rolando Barral en WLTV Canal 23, entonces afiliado a la Spanish International Network (predecesora de Univision). En junio de 1985 el programa pasó por corto tiempo al canal competidor WSCV (entonces una estación independiente), antes de regresar al Canal 23 cinco meses más tarde.
Barral es quizás el coanfitrión más recordado del programa de televisión de KMEX 34 Los Angeles Sábado gigante, donde estuvo entre abril de 1986 a enero de 1988, cuando abruptamente emigró a WSCV (que entonces se convirtió en afiliada de Telemundo), donde condujo Súper sábado. En septiembre de 1987 regresó a Canal 23, con Lunes y viernes con Barral.
El 22 de enero de 1988 Univision canceló el programa tras el arresto de Barral por la policía de Coral Gables por posesión de cocaína y conducción mientras se está intoxicado. Fue multado con $964 y se le otorgó la libertad condicional por un año. Regresó a las transmisiones dos meses más tarde como anfitrión de El show en radio WSUA. Paralelamente se desempeñó como anfitrión de TV con Barral en Hit TV.
El 16 de enero de 2002 Rolando Barral sufrió un derrame cerebral mientras terminaba de conducir su programa de televisión Fiesta a las siete menos cinco (el cual era transmitido por el canal de cable TVC). El 18 de enero fue operado del cerebro para detener una hemorragia interna pero, tras un infarto, falleció el 22 de enero a los 62 años de edad. Sus restos descansan en el cementerio Graceland Park en Miami.

## Filmografía

### Cine
- Siete muertes a plazo fijo (1950)
- Ángeles de la calle (1953) ... Pititi
- El tesoro de Isla de Pinos (1955)
- Con el deseo en los dedos (1958)
- El hijo de Ángela María (1974) ... Jorge Boscán
- La presidenta municipal (1975) ... Él mismo
- Guaguasi (1983) ... Comandante Jorge Montiel

### Televisión

#### Telenovelas
- Mi apellido es Valdez (1957) ... Alberto
- El retrato de Ángela (1966)
- De noche también amanece (1970)
- Una sombra entre los dos (1970, Rikavisión)
- Lucecita (1971)
- Tomiko (1972, Telemundo Puerto Rico) ... Sir Phillip Duncan
- Con todo mi amor (1972)
- El hijo de Ángela María (1973-74) ... Jorge Boscán
- Mamá (1975, Venevisión)
- Canaima (1976, RCTV)
- Sabrina (1976, RCTV)
- Angélica (1976, RCTV) ... Marcos Armando Santana
- Carolina (1976-77, RCTV) ... Jorge
- La señora de Cárdenas (1977, RCTV) ... Jhonny
- Tormento (1977, RCTV)
- Resurrección (1977, RCTV) ... Maestro Zapata
- La otra mujer (1978-79, Telemundo Puerto Rico) ... Jorge
- Soledad (1980-81, Canal 2 XEW-TV el Canal de las Estrellas de Televisa) ... Rolando
- Toda una vida (1981) ... René Racquer
- Tanairí (1985, Telemundo Puerto Rico) ... Florencio Arizmendi
- El engaño (1986, Canal 5 de Televisa)
- Paraíso (1989-90, Venevisión)
- Adorable Mónica (1990, Venevisión) ... Joaquín

#### Teleteatros y Unitarios
- Trono de Sangre (1976, RCTV)
- Pesadilla de Terror (1977, RCTV)

#### Otros programas
- De fiesta con los galanes (1957-60, CMQ Televisión) ... Conductor
- El espectáculo de Rolando Barral (1978-85, Spanish International Network; 1985, WSCV; 1985-86 Spanish International Network)... Conductor
- Sábado gigante (1986-87, Univision) ... Conductor
- Súper sábado (1987, WSCV, afiliada de Telemundo) ... Conductor
- Lunes y viernes con Barral (1987-88, Univision) ... Conductor
- TV con Barral (1988-89, Hit TV) ... Conductor
- Fiesta a las siete menos cinco (¿?-2002, TVC) ... Conductor

## Radio

### Radionovelas
- Ángeles de la calle (1948, CMQ) ... Pititi

### Otros programas
- El show (1988, WSUA) ... Conductor